# Lobelia uliginosa
Lobelia uliginosa är en klockväxtart som beskrevs av Franz Elfried Wimmer. Lobelia uliginosa ingår i släktet lobelior, och familjen klockväxter. Inga underarter finns listade i Catalogue of Life.